# Ridderorden in Brits-Indië
Om de officieren en soldaten van hun eigen leger in Indië te kunnen decoreren, stichtte de Britse Oost-Indische Compagnie een ridderorde.
- De Indische Orde van Verdienste (Engels:"Indian Order of Merit") gesticht in 1837.

Toen de Britse regering het bestuur over Indië overnam, bleef deze orde bestaan. Men stichtte voor wat Brits-Indië was en in 1878 als deel van het koloniale rijk het "Keizerrijk Indië" werd nog een aantal schitterende ridderorden. De kostbare eretekens en de grote luister rond de Brits-Indische ridderorden vallen te verklaren uit de behoefte om de Maharaja's met hun rijke hofstaat te imponeren en ook het hof van de Britse onderkoning luister bij te zetten.
- De Orde van de Ster van India (Engels: "Most Exalted Order of the Star of India") (gesticht in 1861)
- De Orde van het Indische Keizerrijk (Engels: "Most Eminent Order of the Indian Empire") (gesticht in 1877)
- De Keizerlijke Orde van de Kroon van Indië (Engels: "Imperial Order of the Crown of India") Deze damesorde werd op 31 december 1877 gesticht.

Ook de autonoom regerende Maharaja's en de vele andere Indische vorsten stelden ten behoeve van hun landen ridderorden in.
De onderscheiding werd niet aan Britten uitgereikt. De Britse bestuurders van de Raj mochten geen geschenken en zeker geen ridderorden aannemen van de quasi onafhankelijke Indische vorsten. De vorsten stonden bekend om hun enorme rijkdom maar zij werden door de ambtenaren van de Britse onderkoning scherp in de gaten gehouden.De regering maakte bezwaar tegen het bestaan van ridderorden in de vorstenstaten maar zij zag het bestaan ervan door de vingers zo lang als er geen Britten in die ridderorden werden opgenomen. In een enkel geval heeft men gesanctioneerd dat een politieman een medaille van een Inlandse vorst ontving.
In 1947 werden de vorsten gedwongen om hun staten deel te laten uitmaken van de republiek India. In de "actie polo" greep het Indiase leger in opdracht van Nehru de macht in de zelfstandige rijken als Haiderapur en Patiala. De vorsten kregen een pensioen en zij bleven enige tijd een ceremoniële rol spelen. Hun ridderorden mochten niet worden gedragen in India maar voor zover het om gebruik binnen de familie en het hof ging werd het dragen van de orden van een maharaja door de vingers gezien. Zie als voorbeeld:
- De ridderorden van de Baroda van Patiala
- De Orde van Haroonia van Bahawalpur

1. Orde van Jhalavada
2. Orde van Satlej
3. Orde van Verdienste (Jaipur)
4. Orde van Verdienste (Patiala)
5. Orde van Verdienste (Rampur)
6. Orde van de Ahilya Holkar Sultanat
7. Orde van de Hoveling
8. Orde van de Sadul Ster van Bikaner
9. Orde van de Staat Bharatpur
10. Orde van de Ster van Dundhar
11. Orde van de Ster van Eer
12. Orde van de Ster van Vikram
13. Orde van de Trots
14. Orde van het Juweel van Sikkim

De ridderorden van het Indische keizerrijk werden na de onafhankelijkheid in 1947 niet afgeschaft. Zij werden niet meer verleend en leiden een "slapend" bestaan. Koningin Elizabeth II is Soevereine maar Grootmeesters zijn er niet meer. In 2007 bestaan sommige van de oude orden nog uit een enkel lid.
Voor de ridderorde van de republiek India, zie: Ridderorden in India.

## Voetnoten
1. ↑  Zie de Orde van Verdienste van Nawanagar. In 1935 arresteerde de Britse Inspecteur Generaal der Politie in Jodhpur een bende bandieten die ook Nawanagar onveilig had gemaakt. Pas toen de Orde was omgedoopt in een "medaille" ging de Brits-Indische regering akkoord. Bron: Tony McClenaghen en Guy Stair Sainty

Orde van de Ster van Indië ·
Orde van Brits-Indië ·
Keizerlijke Orde van de Kroon van Indië · 
Orde van het Indische Keizerrijk ·
Indische Orde van Verdienste
Zie ook: Ridderorden in Brits-Indië
Ridderorden in Bahawalpur ·
Ridderorde in Patiala ·
Ridderorde in Baroda · 
Ridderorde in Bharatpur ·
Ridderorde in Bikaner  · 
Ridderorde in Drangadhra ·
Ridderorde in Holkar ·
Ridderorde in Indore · 
Ridderorde in Jaipur ·
Ridderorden in Kapurthala · 
Ridderorde in Mysore ·
Ridderorde in Nawanagar

Zie ook: Ridderorden in Brits-Indië